# Pomnik Aleksandra II w Jekaterynburgu
Pomnik Aleksandra II w Jekaterynburgu (ros. Памятник Александру II), właściwie pomnik imperatora Aleksandra II Wyzwoliciela (ros. Памятник императору Александру II Освободителю) – pomnik przedstawiający imperatora Aleksandra II Romanowa. Wzniesiony w Jekaterynburgu w 1906 roku. Zniszczony w 1917 roku.

## Historia
19 lutego 1861 roku imperator Aleksander II wydał manifest wprowadzający reformę uwłaszczeniową w Imperium Rosyjskim. W 1886 roku, jeden z wyzwolonych chłopów pańszczyźnianych, Olimpij Kiprianowicz Klewakin (Олимпий Киприанович Клевакин) zaproponował wzniesienie w Jekaterynburgu pomnika na cześć imperatora-wyzwoliciela. Rozpoczął on zbiórkę datków wśród chłopów i robotników najemnych, z której to uzyskał kwotę 595 rubli i 6 kopiejek. Suma ta była jednak niewystarczająca, dlatego musiał on zwrócić się o pomoc do bogatych mieszkańców uralskiej metropolii. W 1887 utworzono specjalny miejski komitet na rzecz budowy pomnika, na którego czele stanął bogaty kupiec Aleksandr Kożewnikow, a datki zbierane były także przez innego kupca, Jefima Tielegina. Wkrótce komitet dysponował już sumą około 2 tysięcy rubli. Projekt przygotowany przez Klewakina i Kożewnikowa zakładał ustawienie statuy Aleksandra II na wysokim cokole, a postać cesarza w prawej dłoni dzierżyć miała sztandar. Projekt ten został zarówno w Jekaterynburgu, jak i w stołecznym Ministerstwie Spraw Wewnętrznych został uznany za zbyt pompatyczny i drogi w realizacji. Blokada budowy przez władze miasta doprowadziła do konfliktu między Kożewnikowem i Klewakinem z jednej strony a merem Iwanem Simanowem. Sprawa roztrząsana była na łamach lokalnej prasy, a mediować między zainteresowanymi stronami próbował gubernator permski.
W 1894 roku po przejściu na emeryturę mera Simanowa projekt ponownie wpłynął do rozpatrzenia w Ministerstwie Spraw Wewnętrznych i kolejny raz został odrzucony. Zdecydowano się więc na rozwiązanie kompromisowe, zadowalające wszystkie strony sporu, to jest wykonanie kopii już istniejącego w Rosji monumentu. Wybór padł na jeden z moskiewskich pomników Aleksandra II, autorstwa Michaiła Pietrowicza Popowa. W 1900 roku władze Jekaterynburga kupiły od wdowy po Popowie prawa do wykonania kopii pomnika. Elementy pomnika zostały wykonane w zakładach położonych na Uralu. Pierwsza wersja rzeźby imperatora była gotowa w 1903 roku, ale z uwagi na jej kiepską jakość wykonania, nie zyskała ona uznania u przedstawicieli władz miasta. W innym zakładzie wykonana została więc nowa. 5 października 1906 roku, na placu Katedralnym przy soborze Objawienia Pańskiego odbyła się uroczystość odsłonięcia jekaterynburskiego pomnika imperatora-wyzwoliciela. Z tej okazji mer miasta, I. Anfinogienow, wysłał specjalny telegram do imperatora Mikołaja II, informując go o wydarzeniu i zapewniając o wierności obywateli jekaterynburskich. Pomnik został ufundowany głównie z datków zebranych wśród mieszkańców miasta. Całkowity koszt pomnika wyniósł 38 874 ruble, z czego 38 268 rubli zostało ofiarowanych przez jekaterynburskich obywateli. Inskrypcja wyryta na cokole pomnika sławiła imię „cara wyzwoliciela”, podkreślała, że monument został wzniesiony „na pamiątkę 19 lutego 1861 roku” oraz zawierała także pierwsze zdania zaczerpnięte z manifestu uwłaszczeniowego. Od zawiązania się komitetu na rzecz budowy monumentu do jego wzniesienia minęło 20 lat. Rzeźba przedstawiała Aleksandra II, dzierżącego w ręku rulon z manifestem z 1861 roku. Cokół wykonany był z uralskiego marmuru. Znajdował się on na granitowym podwyższeniu, do którego prowadziły stopnie schodów, a po bokach wzniesiono cztery latarnie, które zapewniały iluminację monumentu.

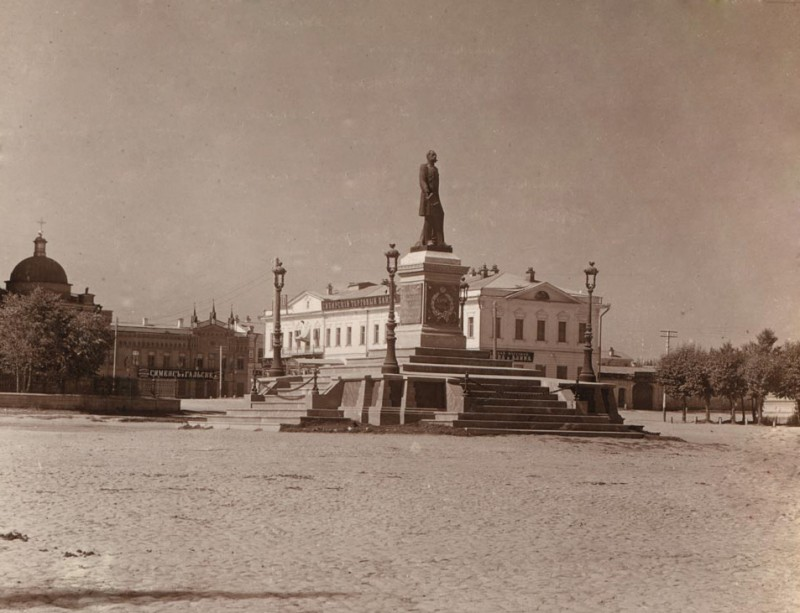
Widok na pomnik w 1910 roku

Po rewolucji lutowej w 1917 roku i obaleniu dynastii Romanowów los pomnika był przesądzony. Jeszcze wiosną 1917 roku posąg imperatora Aleksandra II został zrzucony z cokołu przez zrewoltowanych żołnierzy. W tym samym czasie w mieście nastąpiła regularna akcja niszczenia popiersi i posągów poświęconym dawnym władcom Rosji. Monument Aleksandra II zastąpiono najpierw statuą, mającą być personifikacją wolności, a tę w 1919 roku zastąpiono popiersiem Karola Marksa. 1 maja 1920 roku na jej miejscu ustawiono posąg nagiego mężczyzny, mający symbolizować wyzwolenie mas pracujących. Wśród mieszkańców był on powszechnie znany jako Goły Wańka, a usunięto go w 1926 roku. Jeszcze w 1919 roku plac Katedralny został przemianowany na plac 1905 Roku, a cokół monumentu został wysadzony wraz z budynkiem pobliskiego soboru Objawienia Pańskiego w 1930 roku. Na placu w kolejnych dziesięcioleciach swe miejsce miała znaleźć m.in. trybuna dla dygnitarzy sowieckich, następnie pomnik Józefa Stalina, który w latach pięćdziesiątych XX wieku został zastąpiony pomnikiem Włodzimierza Lenina. Obecnie na miejscu monumentu Aleksandra II znajduje się parking.